# Microphor intermedius
Microphor intermedius är en tvåvingeart som först beskrevs av Collin 1961.  Microphor intermedius ingår i släktet Microphor och familjen styltflugor. Inga underarter finns listade i Catalogue of Life.